# Ksar el Kaoua

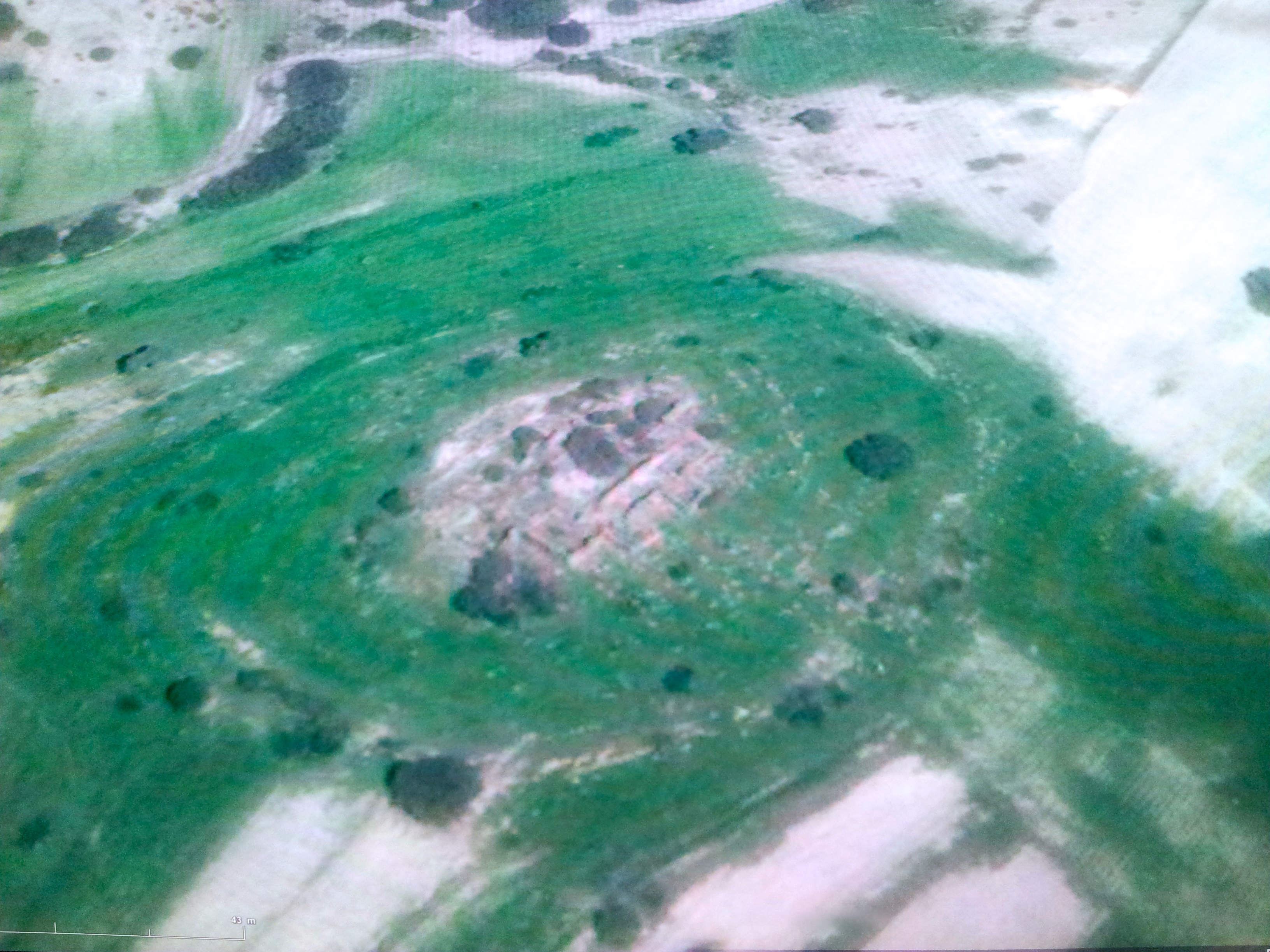
Vue aérienne du lieu des ruines.

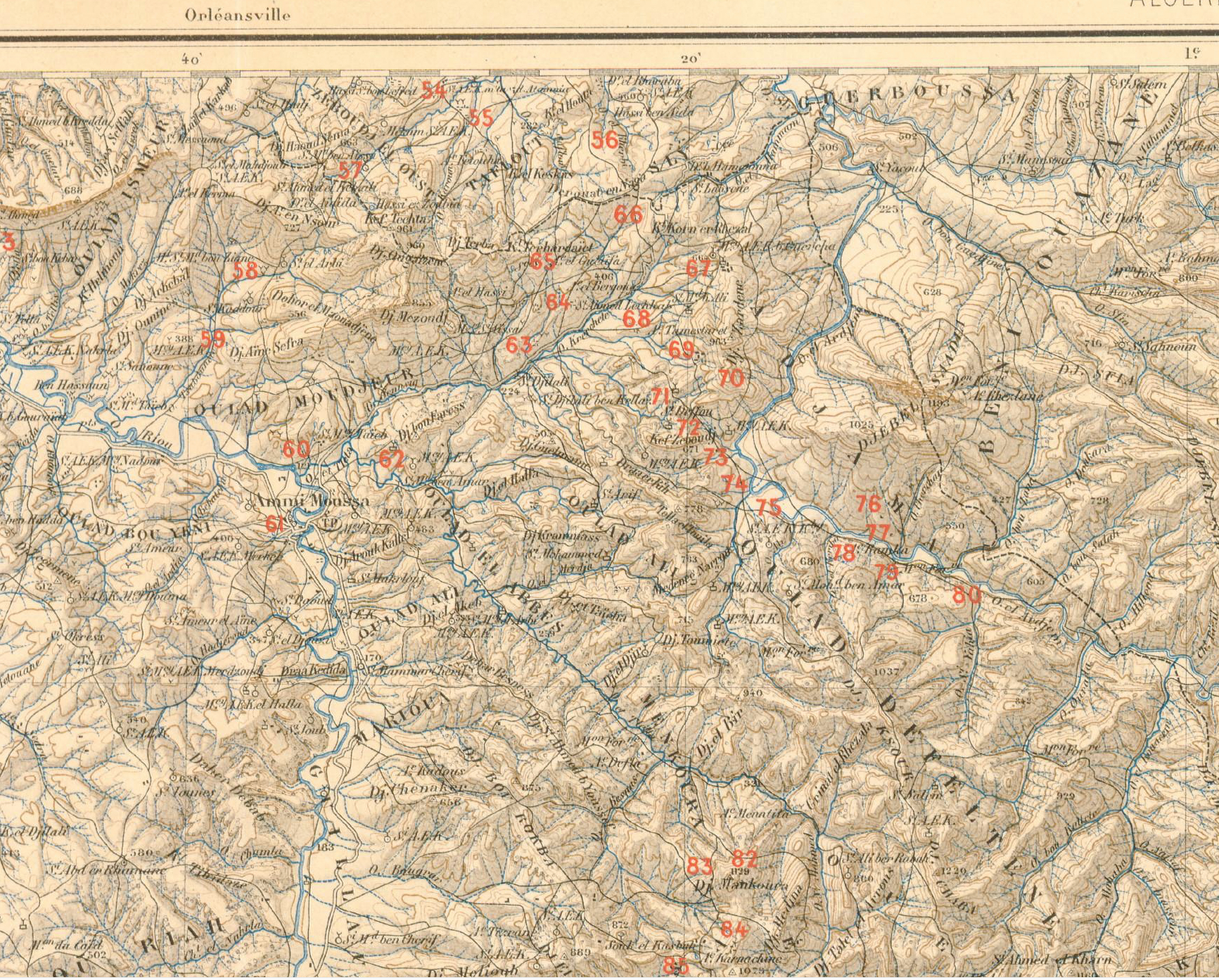
Carte archéologique d'Ammi Moussa.L'endroit des ruines de Ksar el Kaoua est indiqué sur la carte sous le no 63

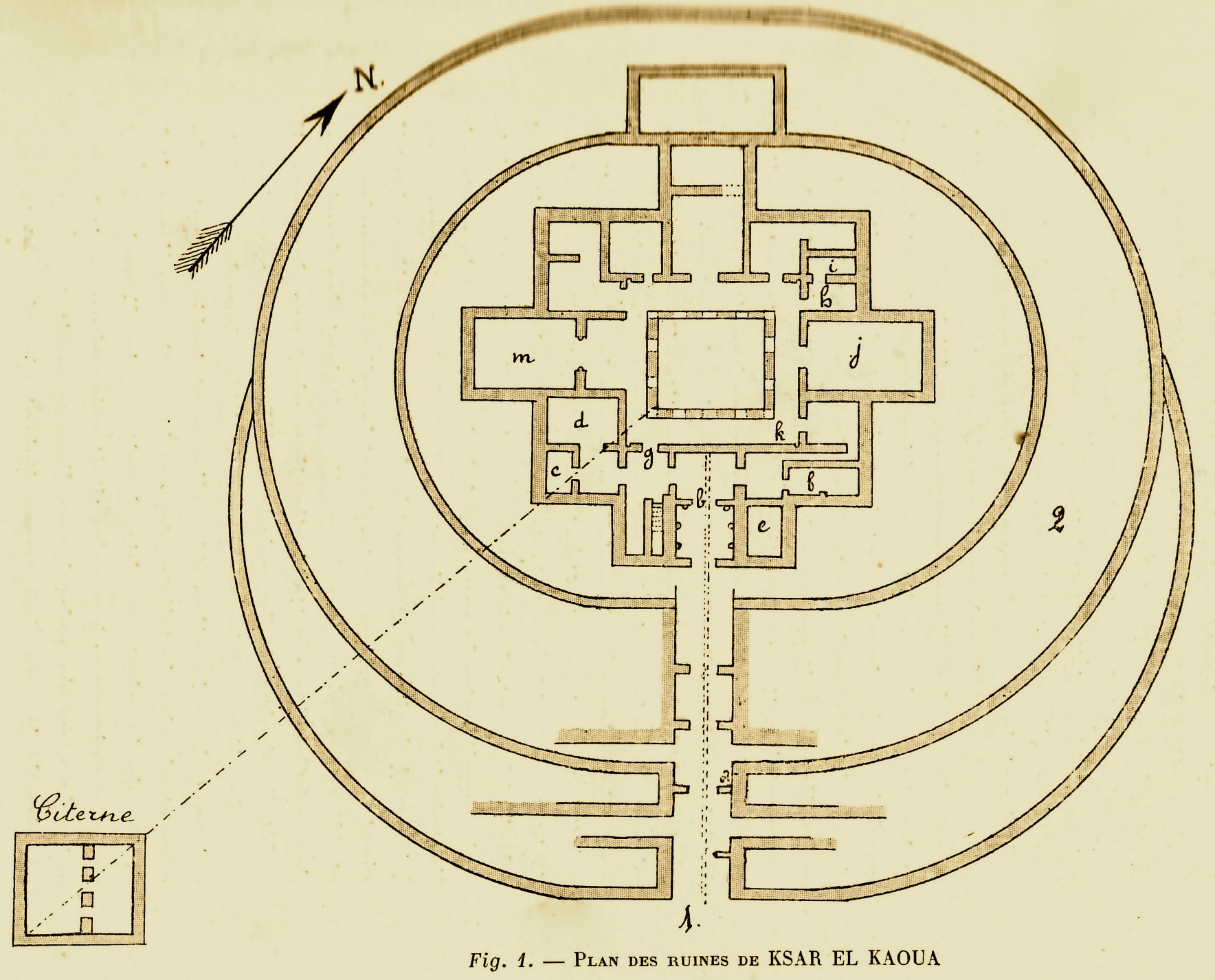
Plan des ruines de Ksar el Kaoua

Ksar el Kaoua, (de l'arabe : قصرالقوة, « château fortifié », en latin : Castellum.), connu aussi sous un autre nom : Ruines du Latifundium de Kaoua est un château romain qui date du IIIe siècle, probablement du règne de l'empereur Constantin Ier, (Bas-Empire),, érigé dans la province  antique Mauritanie Césarienne, correspondant  le territoire ouest de l'Algérie actuelle, l'endroit du château situé précisément à 12 km au nord d'Ammi Moussa dans la Wilaya de Relizane.

## Géographie du lieu
Le lieu de construction du château avait été choisi à l'époque pour sa proximité du camp militaire de la cité romaine Castellum Tinginitum, (aujourd'hui appelée Chlef), construite sous Constantin, au IIIe siècle, reliée à ce château par une route muletière et à cause aussi de ses facilités de communication avec le plateau du Sersou (grenier de blé) et la grande plaine de Chellif par la vallée basse de Oued Riou (affluent du Oued Chelif), était intimement lié à ce château qui, lui, formait le centre de direction de tout le système de défense existant encore et formé par d'autres châteaux antiques moins importants de Kebaba et Sedadja et par les petits postes établis sur les hauteurs d'où on peut très facilement voir le château de Ksar el Koua.
La route d'Ammi Moussa à Ksar el Koua d'une douzaine de km, est des plus agréables. Ce sont des olives, des eaux vives, puis une cotes douce conduit au sommet du plateau sur lequel sont les ruines. Les crêtes boisées au nord et au sud à l'horizon est borné par un paysage que forment des vallées verdoyantes 
séparées par des pics sur lesquels s'adossent des groupes d'oliviers, de térébinthes, de chênes, de sapins et des thuyas
Le personnage qui assumait la double tâche de la défense et de l'administration de la région partageait son temps entre Ammi Moussa, où il n'avait qu'une demeure avec une petite garnison et l'endroit où il avait son château et une organisation 
agricole importante de la vallée du Sensig.

## Description des ruines
Les Français ont conquis l'Algérie en 1830, la colonisation commence à s'étendre vers l'ouest du pays, Ammi Moussa occupée par l'armée française en 1840, un fort militaire français La Redoute fut bâti en cet endroit pour commander la vallée de l'Oued Riou et protéger la plaine du Chélif. Les pierres du château Ksar el Koua ont été réutilisées pour la  construction du fort La Redoute tout en pierres de taille et les premières habitations d'Ammi Moussa a fait complètement disparaître le château antique.

### Fouilles

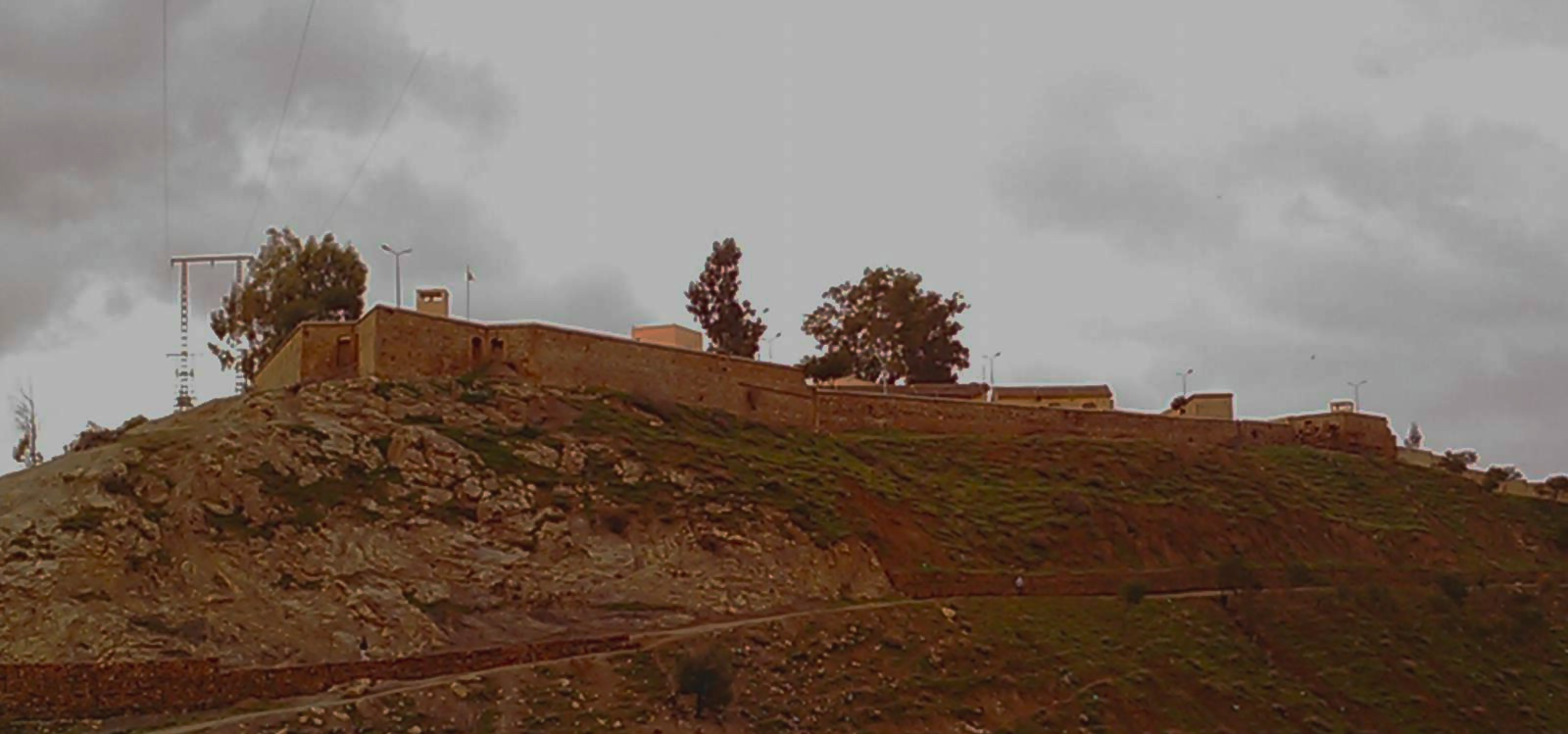
Fort militaire français, La Redoute à Ammi Moussa, inauguré par Napoléon III en 1865, les pierres de taille du château Ksar el Koua ont été réutilisées pour la construction de ce fort. Aujourd'hui caserne de l'armée algérienne.

Les fouilles ont commencé en 1859 par un officier de génie de l'armée française, le capitaine Marchand, dans son rapport il décrit une vaste construction, tel était alors l'ensemble du château et de ses dépendances. Les premiers travaux ont fait connaitre l'entrée de l'enceinte, les deux portes de cette entrée, ainsi que les deux portes latérales qu'elles avaient entre elles.
L'entrée du fort est une porte à plein cintre, neuf de ses onze voussures sont ornementées ainsi que ses corniches. Six demi-colonnes relèvent cette entrée. La clef de la voûte contient, dans un médaillon, l'inscription chrétienne, désignant sans doute le propriétaire au nom de Ferini : SPES IN DEO FERINI AMEN , (traduction : Espoir en Dieu Ferini Amen.)
À la même entrée, deux colonnes derrière lesquelles se trouve la première porte menant à la galerie. À sa droite, une écurie pour les chevaux et à sa gauche des escaliers en pierre menant à l'étage supérieur
À signaler que la clé de voûte où est gravée l'inscription sur médaillon a été sciée et disparue des ruines.
Les travaux ont ensuite rencontré le canal de sortie des eaux, puis dégagés l'unique et grande entrée du château, enfin concentrés dans l'intérieur, ils ont atteint les dalles, laissant debout tous les murs de refend et quelques colonnes.
Partout les traces de feu étaient nombreuses, inégalement réparties. L'entrée de l'enceinte est formée par deux pieds droits en arrière desquels est la première porte qui a 2,40 m de large.
Deux chasse-roue et une corniche unie font saillie. La seconde porte est toute semblable à la première avec quelques moulures, des corniches et deux pierres pour les tourillons des battants de la porte. Les deux portes latérales desservent sur un immense commun circulaires de 300 mètres de longueur sur une largeur de 8 à 10 mètres qui occupaient sans doute la garnison, les serviteurs et les esclaves.
En entrant dans le vaste couloir qui conduisait à la grande porte, on trouve sur la droite encastré dans le mur une pierre portant en relief une tête de bœuf ou d'antilope sculpté, (aujourd'hui, la pierre est disparue des ruines). À l'angle nord, se trouvent deux pièces, l'une d'elles est une salle de bain avec une baignoire. Dans l'angle sud-est de ce couloir, se trouve une sculpture de la chasse à la gazelle signalée par le capitaine Marchand, (aujourd'hui, la pierre est disparue des ruines).
On rencontre dans les enceintes du château un grand nombre de briques et de tuiles qui attestent l'existence sur ce point des habitations qui devaient abriter les esclaves, les serviteurs et probablement une partie de la garnison de la place.
Une porte ouest découverte dernièrement, qui donne sur plus de 10 pièces reliées les unes aux autres avec des entrées sous forme d'arc.

#### Objets trouvés pendant les fouilles par le capitaine Marchand en 1859[2]
- 1° - des os humains.
- 2° - des os d'éléphants ou d'animaux de grande espèce.
- 3° - la moitié d'un œuf d'autruche.
- 4° - des débris de poteries.
- 5° -  un morceau de mosaïque commune sous l'arceau qui l'a préservé, une petite pièce de cuivre à effigie effacée.

## Galerie

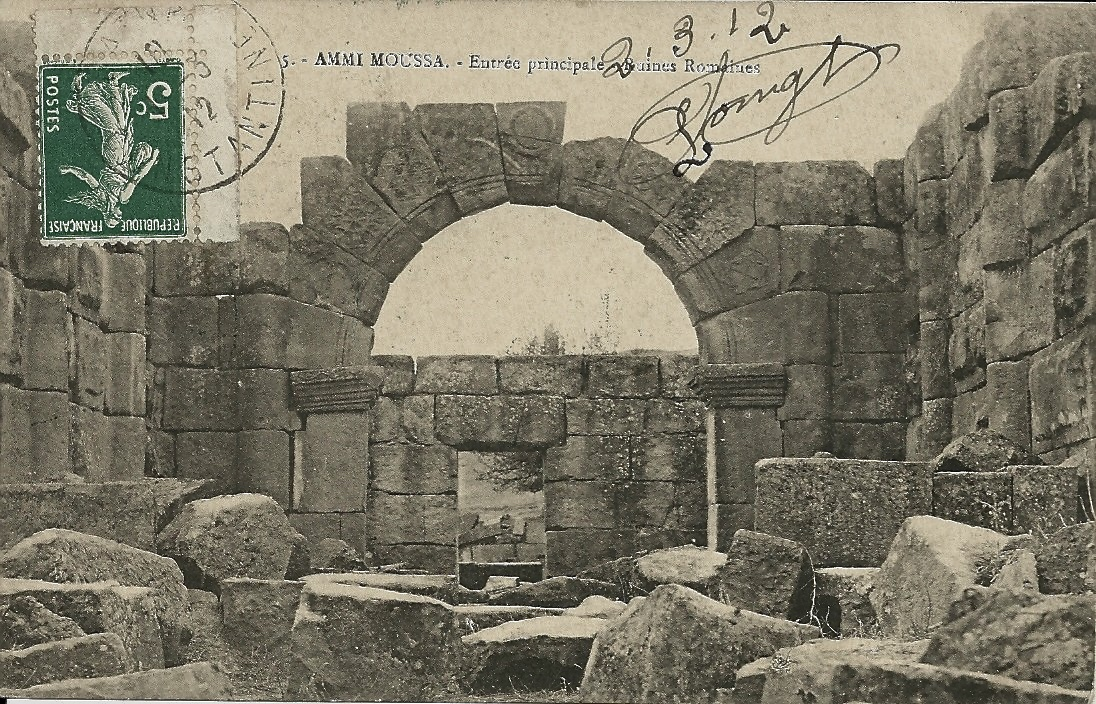
Ici le château est photographié en 1912. On remarque que la clé de voûte où est gravée sur le médaillon l'inscription du propriétaire : « Spes in Deo Ferini Amen. » subsistait encore.
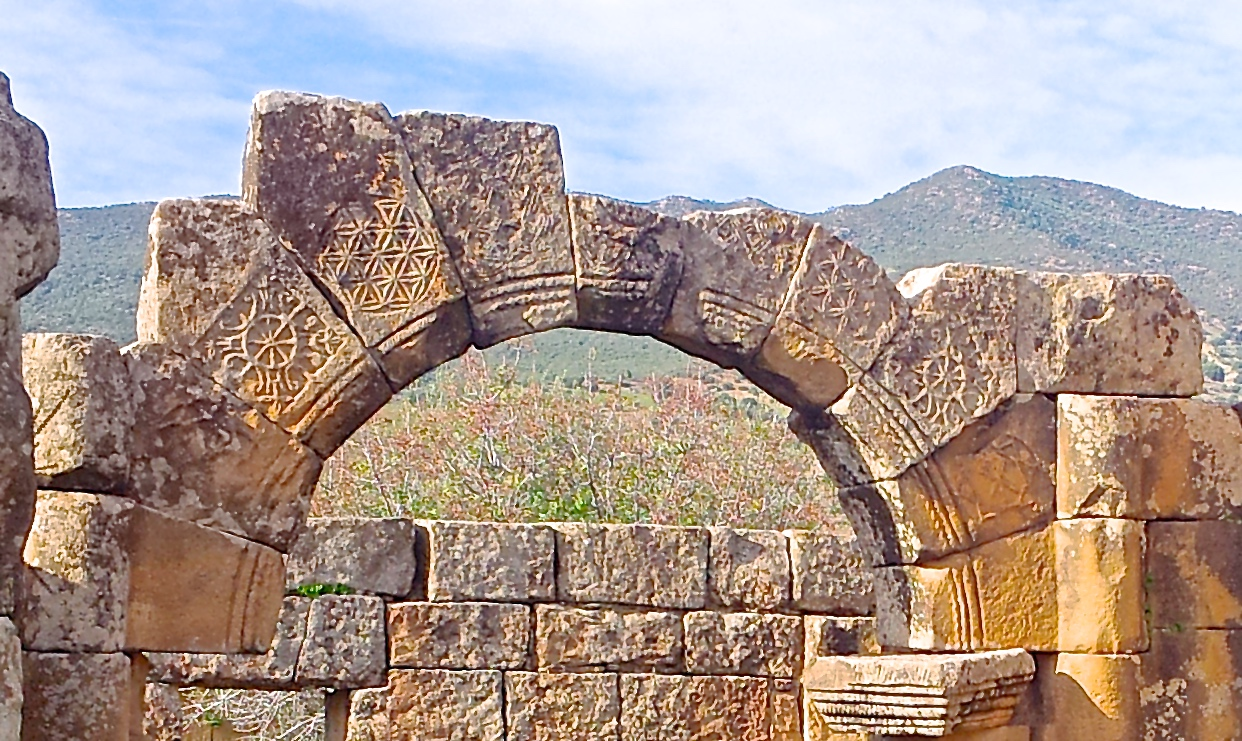
Les onze (11) claveaux ornementées de la porte d'entrée principale.On remarque que la clé de voûte où est gravée sur le médaillon l'inscription du propriétaire : « Spes in Deo Ferini Amen. » a été sciée et disparue des ruines.
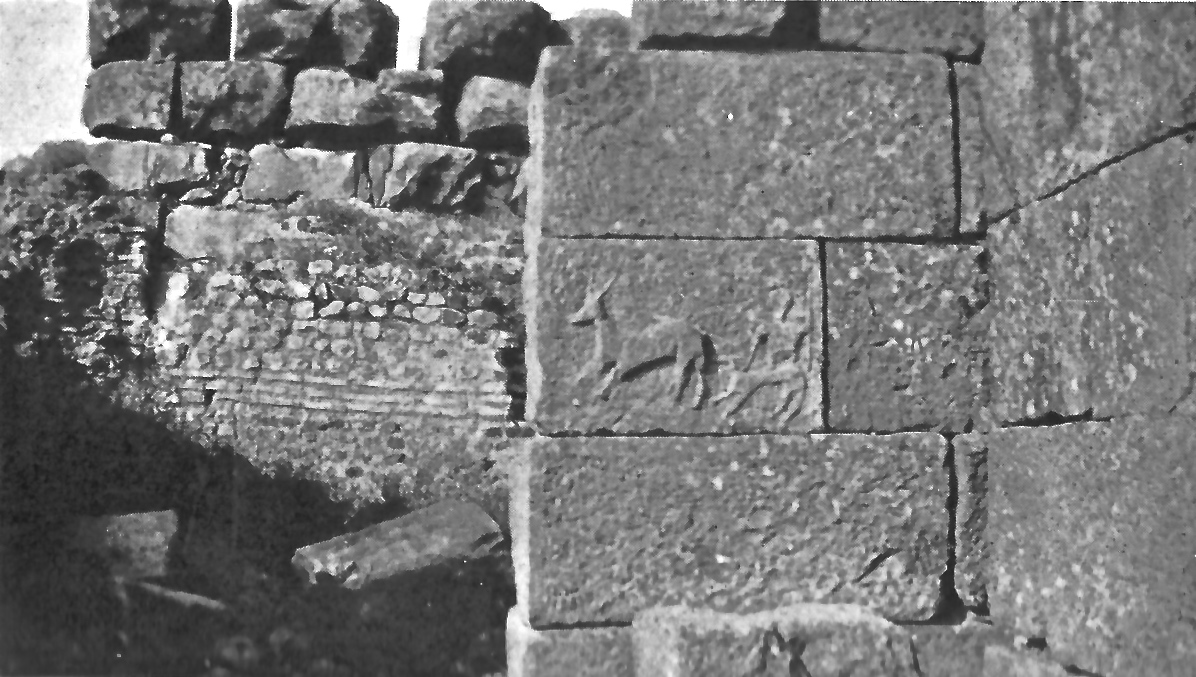
Scène de chasse à la gazelle. (aujourd'hui, la pierre est disparue des ruines).
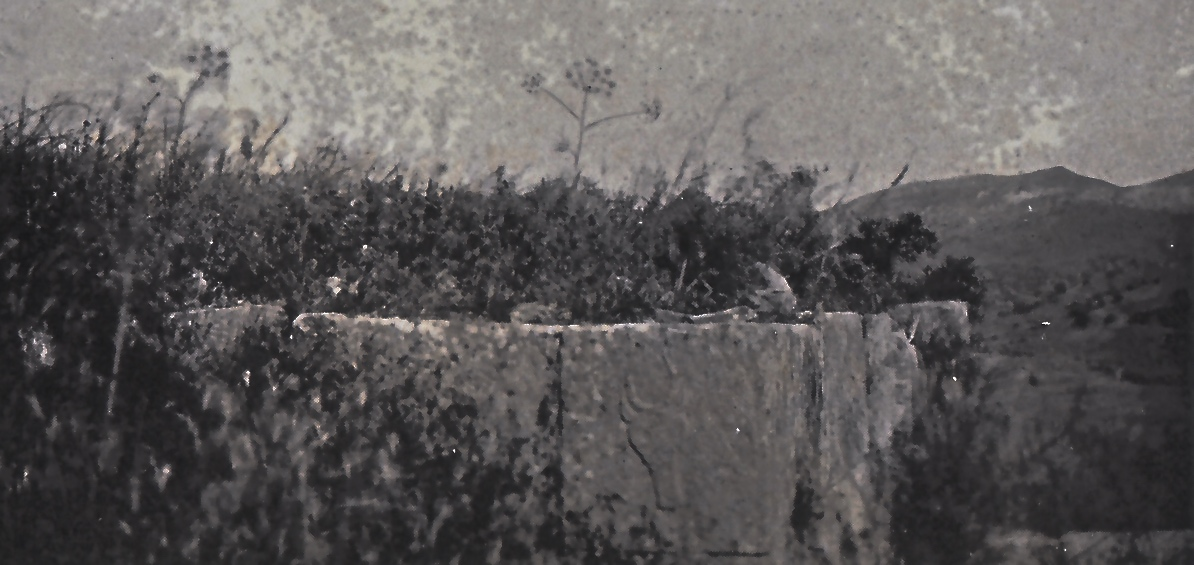
Une tête de bœuf ou d'antilope.(aujourd'hui, la pierre est disparue des ruines).
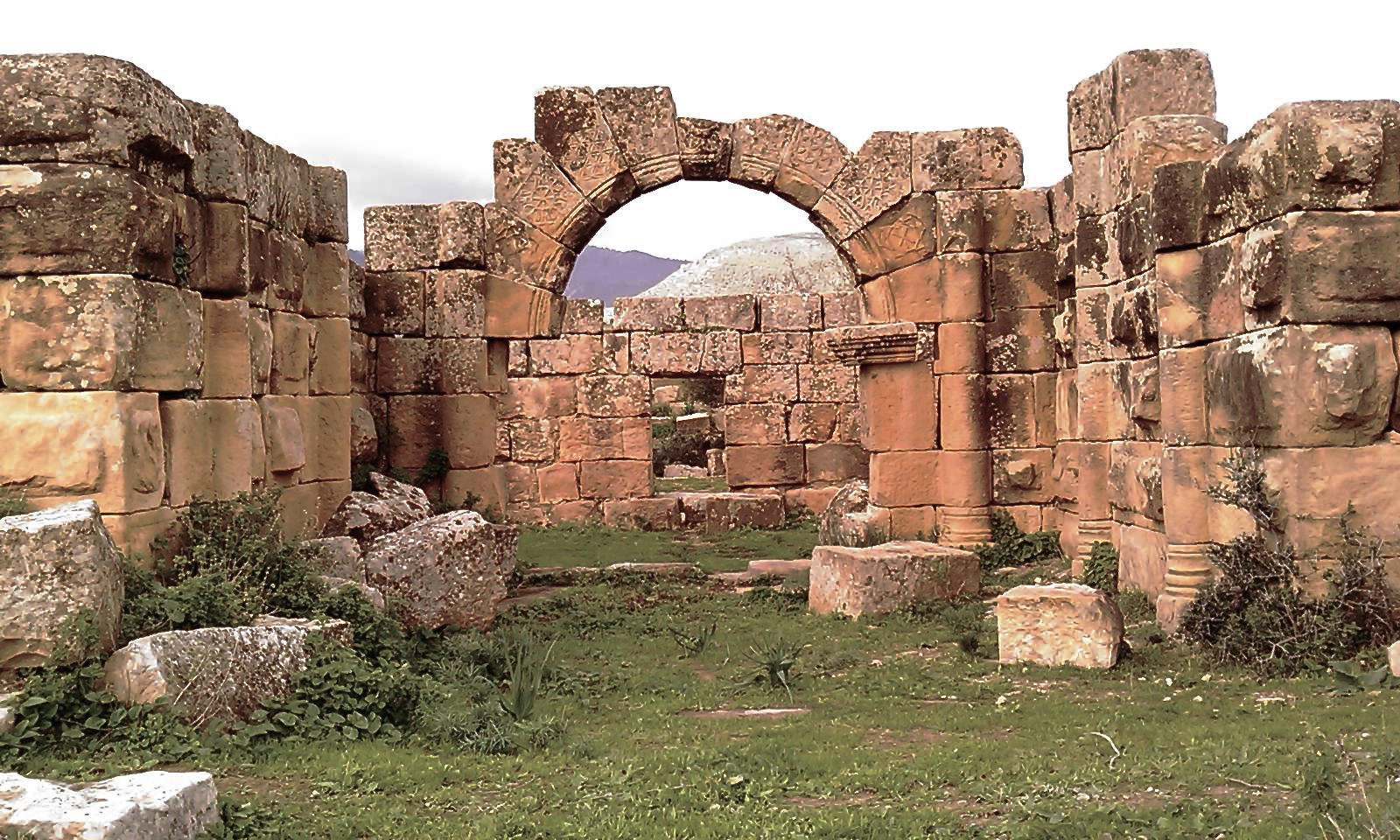
Une photo récente du château, là on remarque que la clé de voûte est sciée.

## Réaménagement
Des travaux de réaménagement du site ont été lancés en mai 2015 en vue de sa protection et sa valorisation. Ce réaménagement est inscrit dans le cadre du plan de protection et de réhabilitation des sites archéologiques. Des chercheurs et universitaires du laboratoire d’archéologie et du patrimoine de l’université Alger 2 et des étudiants des universités de Chlef, Tlemcen et Mascara préparant des thèses de magister supervisent cette opération, elle concerne le nettoiement du site, l’aménagement externe, la réfection des murs menaçant ruine, la construction de supports aux murs et la reconstruction de colonnes effondrées.

## Classement
Ksar el Kaoua a été classé site archéologique en 1901. Son classement monument national a été annoncé au journal officiel le 23 janvier 1968.